# Карабетовка
Карабетовка (рум. Carabetovca) — село в Бессарабском районе Молдавии. Относится к сёлам, не образующим коммуну.

## География
Село расположено на высоте 88 метров над уровнем моря. Расположено на реке Когильник и её притоке Косим.

## Население
По данным переписи населения 2004 года, в селе Карабетовка проживает 1840 человек (904 мужчины, 936 женщин).
Этнический состав села:
| Национальность | Число жителей | Процентный состав |
| -------------- | ------------- | ----------------- |
| молдаване      | 1798          | 97.72             |
| цыгане         | 15            | 0.82              |
| украинцы       | 10            | 0.54              |
| гагаузы        | 8             | 0.43              |
| румыны         | 4             | 0.22              |
| русские        | 2             | 0.11              |
| прочие         | 3             | 0.16              |
| Всего          | 1840          | 100%              |